# Platyceps
Platyceps ist eine Gattung der Schlangen, deren Arten in Europa, Afrika und dem Südwesten Asiens vorkommen. Im Süden erreicht das Verbreitungsgebiet den Äquator, im Osten Pakistan und Kasachstan. Platyceps collaris und Platyceps najadum sind die beiden in Europa vorkommenden Arten, wobei sie in Europa auf die Balkanhalbinsel beschränkt sind.

## Merkmale
Erwachsene Exemplare werden 70–130 Zentimeter lang.
Wie die meisten Schlangen aus der Familie der Nattern haben auch Schlangen der Gattung Platyceps runde Pupillen, große, symmetrisch angeordnete Kopfschilde und glatte, nicht gekielte Schuppen. Ebenso besitzen sie wie alle Eigentlichen Nattern (Colubrinae) keine Giftzähne (aglyph).
Um die Körpermitte haben sie 19 Rückenschuppenreihen.
Ein bis zwei Oberlippenschilde (Scutum supralabiale) grenzen direkt ans Auge.
Darüber hinaus sind sie im Vergleich zu anderen Zornnattern sehr schlank und haben einen langen, dünnen Schwanz. Der Kopf setzt sich kaum vom Nacken ab. Manche Arten der Gattung haben Querstreifen, andere ein Nackenband. Die Färbung ist variabel.

## Lebensweise

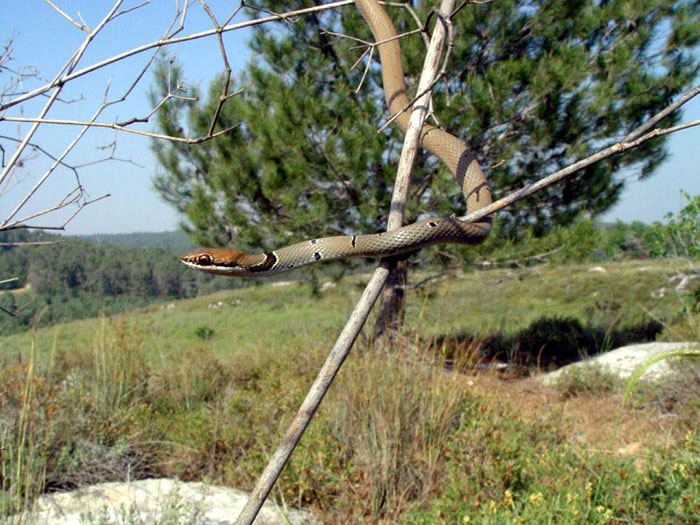
Kletternde Schlanknatter (Platyceps najadum) in Israel

Die Schlangen der Gattung Platyceps sind eierlegend und flinke Hetzjäger. Es gibt sowohl tag- wie auch nachtaktive Vertreter. Erwachsene Exemplare fressen Vögel, Skinke und vor allem Eidechsen, Jungtiere ernähren sich auch von Insekten.

## Systematik

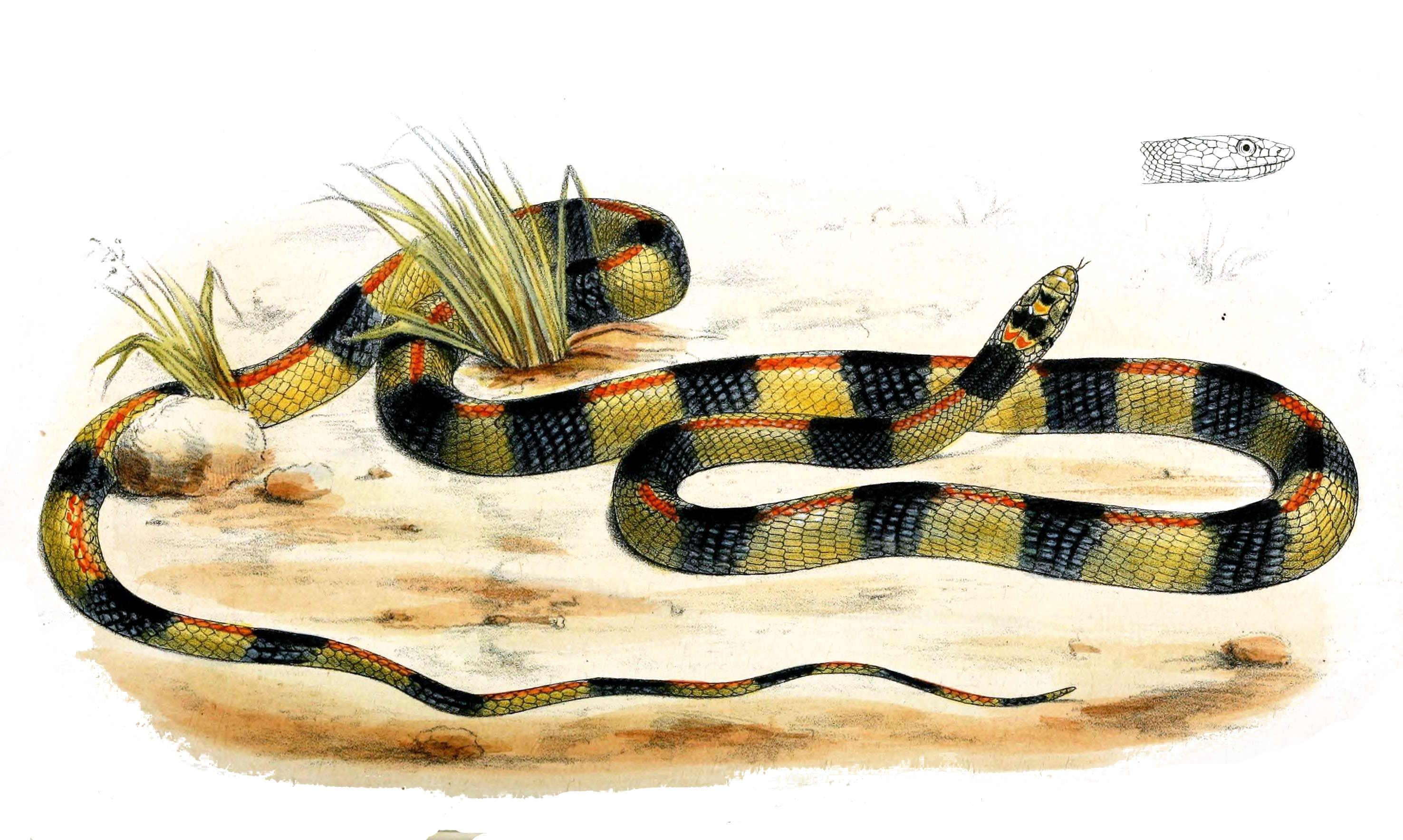
Platyceps elegantissimus

Viele größere Nattern, die sich auf die Jagd nach flinker Beute wie Eidechsen spezialisiert haben, wurden in die Gattung der Zornnattern (Coluber) gestellt. Diese Sammelgattung, die sowohl Arten der neuen und der alten Welt umfasste, wurde lange kontrovers diskutiert und letztendlich in mehrere Gattungen aufgeteilt. Die Arten der Alten Welt wurden unter anderem in die Gattungen Dolichophis, Hierophis, Hemerophis, Hemorrhois und Platyceps verschoben.
Die Gattung Platyceps gehört demnach zur Unterfamilie der Land- und Baumnattern. In die Gattung werden der Reptile Database zufolge aktuell 30 Arten gezählt (Stand: Dezember 2022):
- Platyceps afarensis Schätti & Ineich, 2004
- Platyceps atayevi (Tuniyev & Shammakov, 1993)
- Platyceps bholanathi (Sharma, 1976)
- Platyceps brevis (Boulenger, 1895)
- Rötliche Zornnatter (Platyceps collaris (Müller, 1878), Synonym: Platyceps rubriceps)
- Pracht-Zornnatter (Platyceps elegantissimus (Günther, 1878))
- Ägyptische Zornnatter (Platyceps florulentus (Geoffroy Saint-Hilaire, 1827))
- Platyceps gracilis (Günther, 1862)
- Platyceps insulanus (Mertens, 1965)
- Platyceps josephi Deepak, Narayanan, Mohapatra, Dutta, Melvinselvan, Khan, Mahlow & Tillack, 2021
- Platyceps karelini (Brandt, 1838)
- Platyceps ladacensis (Anderson, 1871)
- Platyceps largeni (Schätti, 2001)
- Platyceps messanai (Schätti & Lanza, 1989)
- Schlanknatter (Platyceps najadum (Eichwald, 1831))
- Platyceps noeli Schätti, Tillack & Kucharzewski, 2014
- Platyceps plinii (Merrem, 1820)
- Platyceps rhodorachis (Jan, 1863)
- Andersons Pfeilnatter (Platyceps rogersi (Anderson, 1893))
- Platyceps saharicus Schätti & McCarthy, 2004
- Platyceps schmidtleri (Schätti & McCarthy, 2001)
- Platyceps scortecci (Lanza, 1963)
- Platyceps sinai (Schmidt & Marx, 1956)
- Platyceps sindhensis Schätti, Tillack & Kucharzewski, 2014
- Platyceps somalicus (Boulenger, 1896)
- Platyceps taylori (Parker, 1949)
- Platyceps thomasi (Parker, 1931)
- Platyceps variabilis (Boulenger, 1905)
- Gefleckte Zornnatter (Platyceps ventromaculatus (Gray, 1834)) Typspezies[4]
- Platyceps vittacaudatus (Blyth, 1854)

Das folgende Kladogramm zeigt die bekannten Verwandtschaftsverhältnisse der Gattung Platyceps nach Nagy et al. Etliche Arten fehlen hier, da die Gattung noch nicht vollständig systematisch untersucht wurde.
|  | Schlanknatter (Platyceps najadum)                                                                    |
|  | |
|  | \| \| Platyceps collaris \| \| \| \| \| \| Ägyptische Zornnatter (Platyceps florulentus) \| \| \| \| |
|  | |
|  | Platyceps collaris                                                                                   |
|  | |
|  | Ägyptische Zornnatter (Platyceps florulentus)                                                        |
|  | |

|  | Platyceps collaris                            |
|  |                                               |
|  | Ägyptische Zornnatter (Platyceps florulentus) |
|  |                                               |

|  | Andersons Pfeilnatter (Platyceps rogersi) |
|  |                                           |
|  | Platyceps karelini                        |
|  |                                           |

|  | Schlanknatter (Platyceps najadum)                                                                    |
|  | |
|  | \| \| Platyceps collaris \| \| \| \| \| \| Ägyptische Zornnatter (Platyceps florulentus) \| \| \| \| |
|  | |
|  | Platyceps collaris                                                                                   |
|  | |
|  | Ägyptische Zornnatter (Platyceps florulentus)                                                        |
|  | |

|  | Platyceps collaris                            |
|  |                                               |
|  | Ägyptische Zornnatter (Platyceps florulentus) |
|  |                                               |

|  | Andersons Pfeilnatter (Platyceps rogersi) |
|  |                                           |
|  | Platyceps karelini                        |
|  |                                           |

|  | Schlanknatter (Platyceps najadum)                                                                    |
|  | |
|  | \| \| Platyceps collaris \| \| \| \| \| \| Ägyptische Zornnatter (Platyceps florulentus) \| \| \| \| |
|  | |
|  | Platyceps collaris                                                                                   |
|  | |
|  | Ägyptische Zornnatter (Platyceps florulentus)                                                        |
|  | |

|  | Platyceps collaris                            |
|  |                                               |
|  | Ägyptische Zornnatter (Platyceps florulentus) |
|  |                                               |

|  | Andersons Pfeilnatter (Platyceps rogersi) |
|  |                                           |
|  | Platyceps karelini                        |
|  |                                           |

|  | Schlanknatter (Platyceps najadum)                                                                    |
|  | |
|  | \| \| Platyceps collaris \| \| \| \| \| \| Ägyptische Zornnatter (Platyceps florulentus) \| \| \| \| |
|  | |
|  | Platyceps collaris                                                                                   |
|  | |
|  | Ägyptische Zornnatter (Platyceps florulentus)                                                        |
|  | |

|  | Platyceps collaris                            |
|  |                                               |
|  | Ägyptische Zornnatter (Platyceps florulentus) |
|  |                                               |

|  | Andersons Pfeilnatter (Platyceps rogersi) |
|  |                                           |
|  | Platyceps karelini                        |
|  |                                           |

|  | Schlanknatter (Platyceps najadum)                                                                    |
|  | |
|  | \| \| Platyceps collaris \| \| \| \| \| \| Ägyptische Zornnatter (Platyceps florulentus) \| \| \| \| |
|  | |
|  | Platyceps collaris                                                                                   |
|  | |
|  | Ägyptische Zornnatter (Platyceps florulentus)                                                        |
|  | |

|  | Platyceps collaris                            |
|  |                                               |
|  | Ägyptische Zornnatter (Platyceps florulentus) |
|  |                                               |

|  | Andersons Pfeilnatter (Platyceps rogersi) |
|  |                                           |
|  | Platyceps karelini                        |
|  |                                           |

|  | Schlanknatter (Platyceps najadum)                                                                    |
|  | |
|  | \| \| Platyceps collaris \| \| \| \| \| \| Ägyptische Zornnatter (Platyceps florulentus) \| \| \| \| |
|  | |
|  | Platyceps collaris                                                                                   |
|  | |
|  | Ägyptische Zornnatter (Platyceps florulentus)                                                        |
|  | |

|  | Platyceps collaris                            |
|  |                                               |
|  | Ägyptische Zornnatter (Platyceps florulentus) |
|  |                                               |

|  | Andersons Pfeilnatter (Platyceps rogersi) |
|  |                                           |
|  | Platyceps karelini                        |
|  |                                           |

|  | Schlanknatter (Platyceps najadum)                                                                    |
|  | |
|  | \| \| Platyceps collaris \| \| \| \| \| \| Ägyptische Zornnatter (Platyceps florulentus) \| \| \| \| |
|  | |
|  | Platyceps collaris                                                                                   |
|  | |
|  | Ägyptische Zornnatter (Platyceps florulentus)                                                        |
|  | |

|  | Platyceps collaris                            |
|  |                                               |
|  | Ägyptische Zornnatter (Platyceps florulentus) |
|  |                                               |

|  | Andersons Pfeilnatter (Platyceps rogersi) |
|  |                                           |
|  | Platyceps karelini                        |
|  |                                           |

|  | Schlanknatter (Platyceps najadum)                                                                    |
|  | |
|  | \| \| Platyceps collaris \| \| \| \| \| \| Ägyptische Zornnatter (Platyceps florulentus) \| \| \| \| |
|  | |
|  | Platyceps collaris                                                                                   |
|  | |
|  | Ägyptische Zornnatter (Platyceps florulentus)                                                        |
|  | |

|  | Platyceps collaris                            |
|  |                                               |
|  | Ägyptische Zornnatter (Platyceps florulentus) |
|  |                                               |

|  | Andersons Pfeilnatter (Platyceps rogersi) |
|  |                                           |
|  | Platyceps karelini                        |
|  |                                           |

Von den übrigen Arten der Gattung Platyceps ist die Stellung in obiger Systematik noch unbekannt.
Die Ravergiers Zornnatter, die als Platyceps ravergieri ebenfalls in diese Gattung eingeordnet wurde, wurde in die Gattung Hemorrhois verschoben.